# Marjorie F. Lambert
Pour les articles homonymes, voir Lambert.
Marjorie Ferguson Lambert (1908-2006) est une anthropologue et archéologue américaine, qui a principalement étudié les cultures amérindiennes et hispaniques dans le Sud-Ouest américain. Sa fouille archéologique la plus connue est celle de Paa-ko, située sur le bassin de Galisteo. Elle est conservatrice du Museum of New Mexico de 1937 à 1969 et publie de nombreux articles sur les cultures des peuples pueblos. Son travail est reconnu pour ses détails techniques et sa sensibilité culturelle par la Society for American Archaeology et le New Mexico Office of Cultural Affairs.

## Enfance
Marjorie Elizabeth Ferguson est née le 13 juin 1908 à Colorado Springs, dans le Colorado. Intéressée par l'archéologie depuis le lycée, elle ne l'envisageait pas comme une profession jusqu'à ce qu'elle assiste aux conférences d'Edgar Lee Hewett (en) et de Sylvanus Morley, qui l'ont convaincue que pour comprendre l'humanité, il fallait comprendre le passé. Elle fréquente le Colorado College entre 1926 et 1930 et obtient une licence en sociologie. On lui offre ensuite une bourse de recherche et d'enseignement à l'Université du Nouveau-Mexique, qu'elle commence pendant l'été 1930. On n'enseigne pas aux femmes les techniques de fouille, afin de les dissuader de faire carrière dans l'archéologie et Ferguson, qui a reçu la seule bourse du département d'anthropologie, doit faire face à la discrimination et aux tensions que son sexe provoque dans ce domaine dominé par les hommes. Elle obtient sa maîtrise avec une thèse intitulée The Acculturation of Sandia Pueblo en 1931.

## Carrière
En 1932, Marjorie Ferguson épouse George Tichy et bien qu'ils aient vécu ensemble moins d'un an, elle reste mariée à lui pendant dix-huit ans. La même année, elle commence à enseigner à l'Université du Nouveau-Mexique et fait partie du personnel du Maxwell Museum. Elle enseigne l'anthropologie et sert de superviseur des études archéologiques de terrain pour l'université. Entre 1931 et 1936, elle supervise les fouilles sur les sites de Puaray, Kuaua, Giusewa. Ferguson devient connue pour ses fouilles systématiques et méticuleuses et commence à travailler sur le site de Paa-ko, le plus associé à son travail, en 1935. Elle prend la relève de deux collègues masculins sur le site en 1936 et mène à bien le projet. Les soupçons selon lesquels les ouvriers refuseraient de travailler pour une femme n'étaient pas fondés  .
En 1937, lorsque Hewett prend sa retraite de l'Université du Nouveau-Mexique, il engage Ferguson comme conservateur d'archéologie au Musée du Nouveau-Mexique de l'École d'archéologie américaine à Santa Fe. Cette nomination est l'un des premiers postes de conservateur pour une femme aux États-Unis et est suivie par l'embauche par Hewett de Bertha P. Dutton comme conservateur d'ethnologie du musée.
Au cours de cette période, Marjorie Lambert effectue des fouilles à Paa-ko, Puaray et Kuaua entre 1937 et 1939. Elle rédige quatre rapports sur les recherches de Paa-ko mais ne peut, en raison de son travail au musée, terminer le rapport final du site qu'en 1954. Intéressée par le développement de l'histoire culturelle des différents peuples puebloans, Ferguson est à l'avant-garde de l'évolution de l'ethnoarchéologie vers la sensibilité culturelle. Elle consulte souvent les anciens avant de créer des expositions dans les musées. Elle devient une autorité en matière de datation, utilisant des techniques de datation croisée analysant diverses dates déduites de l'examen de poteries, de cercles d'arbres et de roches et les membres des tribus sont connus pour lui apporter des objets pour identification.
À partir de 1938, elle est juge des poteries Pueblo au marché indien de Santa Fe. Ferguson organise des conférences et des activités pour la Société archéologique du Nouveau-Mexique et bien qu'elle n'ait pas été rémunérée pour les services qu'elle leur rendait, elle est secrétaire de facto de l'organisation de 1943 à 1956. En 1944, elle entreprend des travaux préparatoires sur la capitale de Juan de Oñate à la Mission San Gabriel en combinant des méthodes archéologiques et historiques. Puis en 1946 et 1947, elle fouille des sites au Mexique, mais son travail sur le terrain est limité par les exigences du musée. En 1950, Ferguson épouse Everett Vey "Jack" Lambert. L'une de ses dernières fouilles a lieu sur un site de grotte dans le comté d'Hidalgo, au Nouveau-Mexique, en 1960.
Après les fouilles du comté d'Hidalgo, Marjorie Lambert commence à se concentrer davantage sur l'éducation et la préservation culturelle. Elle publie près de 200 articles au cours de sa carrière, avant de prendre sa retraite en 1969. La même année, elle commence à travailler au sein du conseil d'administration de la School of American Research, puis dans les années 1970, elle travaille au développement et à la planification d'un musée à Picuris Pueblo. Le musée marqur la première fois que des vestiges archéologiques ont trouvé une maison permanente au sein de leur communauté. Elle est reconnue de son vivant pour ses vastes connaissances et ses compétences techniques. Lambert reçoit le prix des contributions exceptionnelles à l'archéologie américaine pour le 50e anniversaire de la Society for American Archaeology en 1985. En 1988, elle est honorée par le New Mexico Heritage Preservation Award du Santa Fe Office of Cultural Affairs et elle et son mari partagent la reconnaissance en tant que Santa Fe Living Treasures décernée la même année.
Marjorie Lambert meurt le 16 décembre 2006 à Santa Fe, Nouveau-Mexique .